# 第1回全国大学サッカー大会
第1回全国大学サッカー大会は1953年1月2日から1月6日にかけて開催された全日本大学サッカー選手権大会である。東京大学が優勝を果たした。

## 概要
自由参加制をとっており、全国から22校（うち3校が棄権）が参加した。準決勝までの試合は35分ハーフで行われる。

### 大会日程
- 1953年1月2日 - 1回戦
- 1953年1月3日 - 2回戦
- 1953年1月4日 - 準々決勝
- 1953年1月5日 - 準決勝
- 1953年1月6日 - 決勝、三位決定戦

### 開催競技場
- 明治神宮外苑競技場
- 神宮絵画館前球場

## 出場大学
- 北海道大学
- 岩手大学
- 宇都宮大学
- 学習院大学
- 慶應義塾大学
- 中央大学
- 東京大学
- 東京医科大学
- 東京学芸大学
- 東京教育大学
- 東京農業大学（棄権）
- 明治大学
- 立教大学
- 早稲田大学
- 富山大学
- 静岡大学（棄権）
- 清水商船大学
- 京都学芸大学
- 岡山大学
- 広島大学
- 松山商科大学（棄権）
- 鹿児島大学

## 試合日程・結果

### 1回戦
| 1953年1月2日 |

| 明治大学 | 4 - 1 | 宇都宮大学 |
|          |       |            |

| 明治神宮外苑競技場 |

| 1953年1月2日 |

| 東京学芸大学 | 5 - 1 | 富山大学 |
|              |       |          |

| 明治神宮外苑競技場 |

| 1953年1月2日 |

| 早稲田大学 | 不戦勝 - 棄権 | 松山商科大学 |
|            |               |              |

| 明治神宮外苑競技場 |

| 1953年1月2日 |

| 東京農業大学 | 棄権 - 不戦勝 | 広島大学 |
|              |               |          |

| 神宮絵画館前球場 |

| 1953年1月2日 |

| 学習院大学 | 0 - 5 | 鹿児島大学 |
|            |       |            |

| 神宮絵画館前球場 |

| 1953年1月2日 |

| 東京大学 | 5 - 0 | 京都学芸大学 |
|          |       |              |

| 神宮絵画館前球場 |

### 2回戦
| 1953年1月3日 |

| 慶應義塾大学 | 3 - 1 | 岡山大学 |
|              |       |          |

| 明治神宮外苑競技場 |

| 1953年1月3日 |

| 北海道大学 | 0 - 7 | 明治大学 |
|            |       |          |

| 明治神宮外苑競技場 |

| 1953年1月3日 |

| 東京教育大学 | 5 - 0 | 東京学芸大学 |
|              |       |              |

| 明治神宮外苑競技場 |

| 1953年1月3日 |

| 清水商船大学 | 1 - 2 | 早稲田大学 |
|              |       |            |

| 明治神宮外苑競技場 |

| 1953年1月3日 |

| 岩手大学 | 2 - 4 | 広島大学 |
|          |       |          |

| 神宮絵画館前球場 |

| 1953年1月3日 |

| 立教大学 | 4 - 0 | 鹿児島大学 |
|          |       |            |

| 神宮絵画館前球場 |

| 1953年1月3日 |

| 東京医科大学 | 0 - 9 | 東京大学 |
|              |       |          |

| 神宮絵画館前球場 |

| 1953年1月3日 |

| 静岡大学 | 棄権 - 不戦勝 | 中央大学 |
|          |               |          |

| 神宮絵画館前球場 |

### 準々決勝
| 1953年1月4日 |

| 慶應義塾大学     | 3 - 1 | 明治大学 |
| 佐々木2 , · 石川 |       | 新井     |

| 明治神宮外苑競技場 |

| 1953年1月4日 |

| 東京教育大学 | 1 - 3 | 早稲田大学     |
| 宮原         |       | 伯井2 , · 石田 |

| 明治神宮外苑競技場 |

| 1953年1月4日 |

| 広島大学 | 0 - 3 | 立教大学 |
|          |       | 高林3 ,  |

| 神宮絵画館前球場 |

| 1953年1月4日 |

| 東京大学                                                | 4 - 3 延長 | 中央大学                      |
| 得点者不明 · 西本 後31分 · 西本 後32分 · 柴沼兄 延前4分 |            | 得点者不明2 , · 日比野 後25分 |

| 神宮絵画館前球場 |

### 準決勝
| 1953年1月5日 |

| 慶應義塾大学 | 0 - 4 | 早稲田大学                                            |
|              |       | 伯井 前18分 · 杉野 後14分 · 山路 後28分 · 吉田 後32分 |

| 明治神宮外苑競技場 |

| 1953年1月5日 |

| 立教大学 | 0 - 1 | 東京大学    |
|          |       | 岡野 後33分 |

| 明治神宮外苑競技場 |

### 三位決定戦
| 1953年1月6日 |

| 慶應義塾大学 | 1 - 5 | 立教大学 |
|              |       |          |

| 明治神宮外苑競技場 |

### 決勝
| 1953年1月6日 |

| 早稲田大学  | 1 - 2 | 東京大学                    |
| 伯井 後15分 |       | 岡野 前16分 · 自殺点 後17分 |

| 明治神宮外苑競技場 |

## 最終結果
| 第1回全国大学サッカー大会 優勝チーム |
| ------------------------------------ |
| 東京大学 初                          |

## 主な出場選手
- 岡野俊一郎（東京大学）